# Coloșii lui Memnon
Coloșii lui Memnon (în arabă: el-Colossat sau es-Salamat) reprezintă două statui masive din piatră ale faraonului Amenhotep al III-lea. În ultimii 3400 ani (începând cu 1350 î.Hr.) aceștia au stat în necropola Tebei, peste râul Nil față de orașul modern Luxor.
Inclusiv platformele din piatră pe care se află - având 4 m - coloșii ajung la o înălțime de 18 m și cântăresc aproximativ 720 de tone fiecare.

## Sunete
În 27 î.Hr., un cutremur mare a spulberat colosul dinspre nord, ceea ce a dus la prăbușirea sa de la brâu în sus și a crăpat jumătatea inferioară. După această rupere, despre jumătatea inferioară supraviețuitoare a acestei statui s-a afirmat că ar fi „cântat” în diferite ocazii – întotdeauna timp de o oră sau două de la răsăritul soarelui, de obicei chiar în zori. Sunetul a fost raportat cel mai adesea în februarie sau martie, dar acesta este mai degrabă o reflectare a sezonului turistic decât tiparul real.

## Legături externe
- Colossus of Memnon (Nova/PBS)
- Book XVII, Strabo's Geography
- Description by Count de Forbin Arhivat în 6 august 2006, la Wayback Machine.
- David Roberts: Statues of Memnon Thebes Decr 4th 1838